# Gempen
Gempen (toponimo tedesco) è un comune svizzero di 889 abitanti del Canton Soletta, nel distretto di Dorneck.